# Live in San Francisco (ProjeKct Four)
Live in san Francisco è un album live del ProjeKct Four, un progetto parallelo dei King Crimson. Registrato il primo Novembre del 1998 a San Francisco e pubblicato il primo Agosto 1999.

## Tracce
1. Ghost ( Robert Fripp, Trey Gunn, Tony Levin, Pat Mastelotto) 8:50
2. Heavy ContruKction (Adrian Belew, Fripp, Gunn) 9:14
3. Light ConstruKction (Belew, Fripp, Gunn) 8:32
4. Deception of the Thrush (Belew, Fripp, Gunn) 9:04
5. Seizure (Fripp, Gunn, Levin, Mastelotto) 13:36
6. Ghost 3 (Fripp, Gunn, Levin, Mastelotto) 12:13
7. ProjeKction (Fripp, Gunn, Levin, Mastelotto) 10:12

## Formazione
- Robert Fripp - chitarra
- Tony Levin - chitarra basso, Chapman Stick
- Trey Gunn - touch guitar
- Pat Mastelotto - batteria elettronica